# 榮丸沈沒事故
榮丸沈沒事故，是指1945年11月1日發生於臺灣基隆市的海難事件。時值太平洋戰爭結束，從臺灣啟程前往宮古島的偷渡船「榮丸」因發動機故障而擱淺沉沒，導致約100名從臺灣疏開返回的人員喪生。這起事件發生在處於盟軍佔領下的日本，無法進行沖繩撤離計畫的時期，是民間自行撤離過程的一部分。

## 背景
在太平洋戰爭期間，隨著大日本帝國在塞班島戰役中慘敗，加上擔心美國軍事入侵琉球群島，因此自1944年7月起，日本政府決定從琉球群島疏散平民。計劃將2萬人從宮古島和石垣島疏散到當時由日本統治的臺灣。實際上有超過2萬人以上的宮古、石垣島居民，以及來自沖繩本島的2000人，在政府的強烈建議下，乘坐政府準備的疏散船和自願疏散的漁船抵達臺灣。
日本投降後，沖繩實行美軍的軍事統治，而臺灣則歸屬於中華民國的統治，兩者都不再受日本政府的法律支配。因此，日本政府未能立即實施將臺灣遣返者遣返沖繩的計劃。同時，沖繩島的民生基礎設施因沖繩島戰役遭到嚴重破壞，也是延遲官方遣返計畫啟動的因素之一。然而，從臺灣到日本本土的民間撤離和軍人復員運輸已提前開始，到1946年4月，約有30萬人幾乎完成了撤離。對於沖繩出生的人來說，如果移居到日本本土，他們可以搭乘船隻，但是返回八重山群島的正式行動直到1946年2月12日才開始，而返回沖繩本島的正式撤離行動則要到同年10月中旬才開始。
在臺灣無生活經驗的的疏散者自戰後則過著艱苦的生活，特別是1945年10月中華民國國軍進駐臺灣，臺灣總督府的配給停止後，使他們陷入極度困窮的狀態。因此，在正式開始撤離計畫之前，包括「榮丸」等偷渡船大規模地進行了撤離行動。1945年9月，民眾成立了疏散撤離協會。使用的船隻包括從臺灣解除徵用的日本舊軍艦以及個人、協會在日本本土、沖繩、臺灣等地租用的漁船。自治單位也也積極協助居民回鄉，例如平良市在1945年11月成立了鎮上的疏散者援助會，調集了六艘船，町長石原雅太郎為了率領這次行動，辭去了職務前往臺灣。偷渡船除了從事撤離運輸外，還參與了走私交易，其中一些船主甚至散佈謠言，聲稱需支付高額船費。
偷渡船通常都是由非常簡陋、性能低的船隻組成，加上常常超載乘客和走私貨物，航行十分危險。除了榮丸之外，許多海難事件頻繁發生，1945年12月19日，由平良町租用的產組丸因超載而被淹沒，不得不捨棄貨物以免沉沒。儘管如此，仍有許多疏散者在正式撤離計畫開始之前，就成功地透過偷渡船回國。到了1946年4月，留在臺灣的沖繩疏散者只剩下五千人，此外，即使在疏散者撤離完成後，沖繩和臺灣之間的偷渡船仍然頻繁往返，因為貿易導致的海難事件也時有發生。

## 事件經過

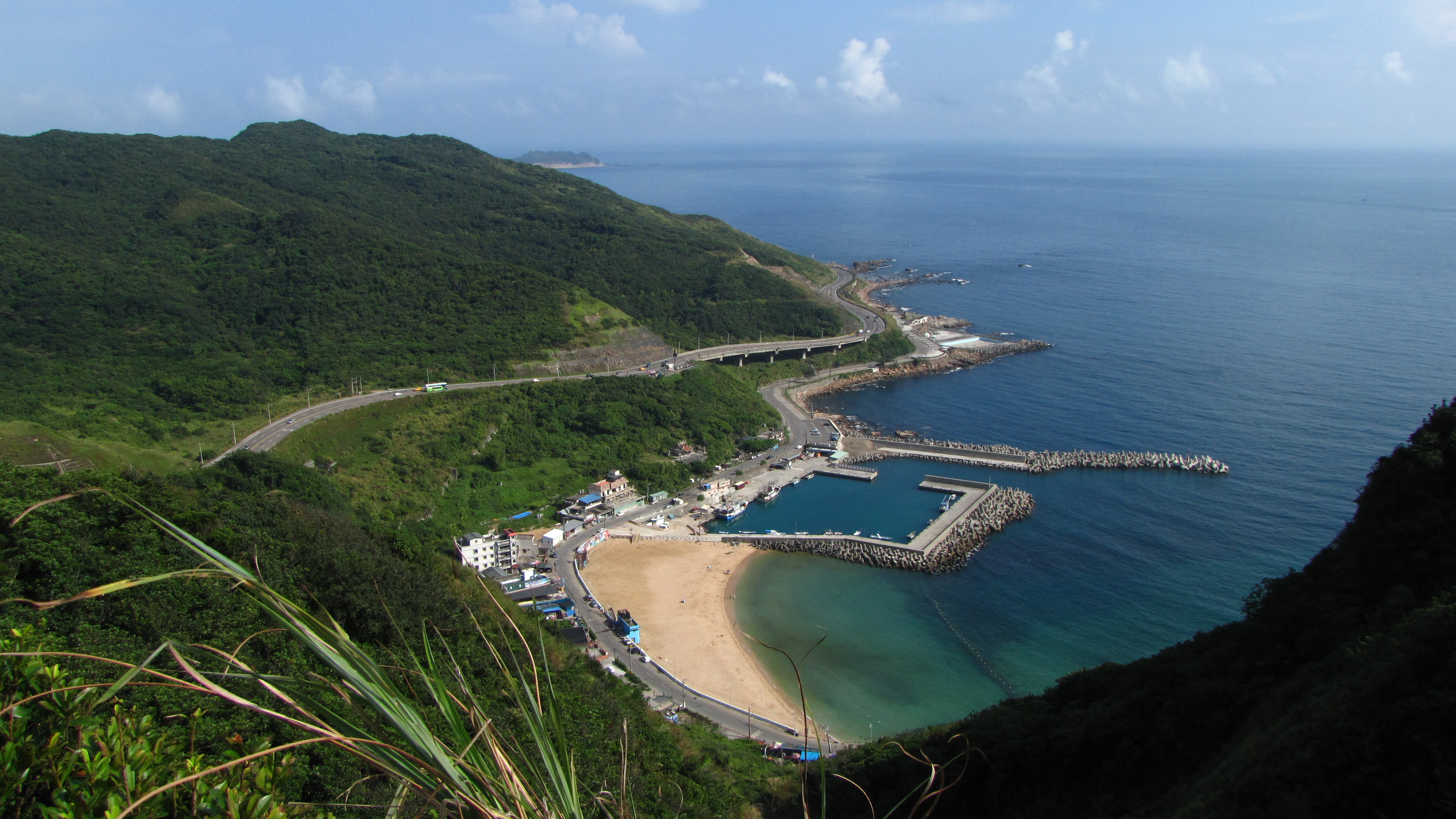
外木山周圍區域景觀，為沈沒事故發生地點。

1945年11月1日下午6時左右，乘客開始登船停泊在基隆港的「榮丸」，並在中華民國國軍的警戒目光下進行，榮丸原本是一艘在戰時從基隆船塢廢船的船體上，收集老化設備整備而成的船隻，並配備了內燃機等設備，雖然登船需要購買票證，但沒有製作乘船者名單，因此在登船前後可能會有人離開或突然加入，導致準確的乘船人數無法確定。最終共估計共100人登上船隻，主要是來自宮古列島的疏散者，同時也包括了至少9名來自八重山列島的人。
當天下午7點左右，榮丸從基隆啟程前往宮古島，大約45分鐘後，船隻駛出了港口，但由於海浪太大，決定放棄航行並返回。然而在折返途中，引擎突然發生故障，使船隻漂流在距離台灣沿海約400公尺的東海上，為了尋求救援，船隻人員透過點燃衣物向陸地求助，但未收到回應。經過了4個半小時後，船隻漂至外木山海岸附近，距離海岸約100公尺處触礁。受到連續衝擊的浪潮，船體在隔天清晨前完全崩潰。
乘船者們相繼被海浪沖走，有些人被拋入海中，有些被衝擊到附近的岩礁上，導致許多人不幸喪生，儘管當地居民和當地仍駐紮的日本軍通信部隊在海岸展開救援行動，但只有少數倖存者能夠游到岸邊或被沖上岸。許多屍體被沖上岸，但晚些時候才漂到的屍體多數有嚴重的傷勢，例如缺失四肢等，根據參與搜救行動的居民張添茂的證言，由於被沖上岸的屍體眾多，被用擔架聚集在一個地方後，與柴火一起堆起來火化，無法逐一分開遺骨。。倖存者們臨時居住在廢棄的房屋裡，或是住進基隆的醫院，部分人直到12月才得以返回沖繩。
由於乘船者人數不明，因此準確的罹難人數也無法確定。根據一名倖存者的證言，乘船人數為183人，倖存者32人。另一個證詞稱乘客數為172人，倖存者32人。 還有一種說法是乘客數為127人，倖存者23人，但與前兩種說法相比，乘客數172人，倖存者32人的說法更為可信。此外，根據當時在臺北市參與遺體收容的下地町副鎮長的證言，死亡人數約105人。根據沖繩縣生活福祉部援助課程保存的《臺灣引揚者調查報告》（1969年整理），確認了本事件相關共有89人死亡。。

## 另見
- 尖閣諸島戰時遇難事件
- 戰爭瘧疾（日语：戦争マラリア）
- 社寮外嶋集善堂

### 書籍
- 石原昌家. . ルポルタージュ叢書. 晩声社. 1982.
- 沖縄県教育委員会（編）. . 第10巻・各論編9・沖縄戦記録2. 沖縄県. 1974  [2024-02-23]. （原始内容存档于2012-04-16）.
- 平良市史編さん委員会（編）. . 第2巻・通史編2. 平良市. 1981.